# مرسی ریگنر

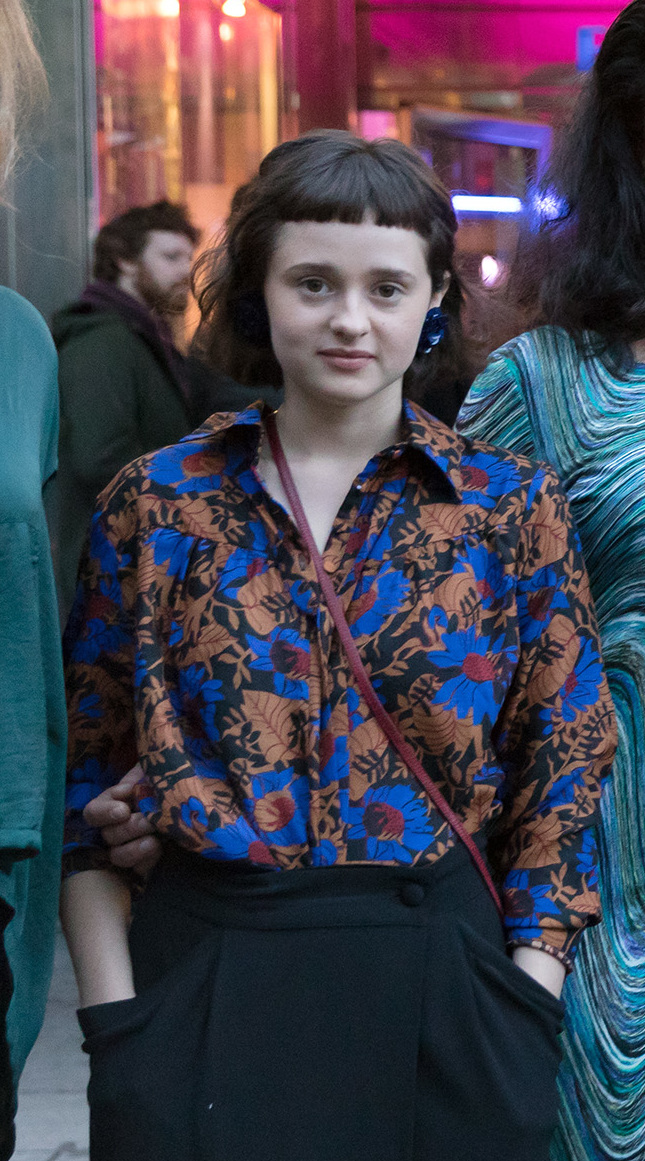
مرسی ریگن در جشنواره ی وین اتریش۲۰۱۷

مرسی ریگنر بازیگر زن اتریشی است .

## زندگی
مرسی ریگنر از سال ۲۰۱۳در رشته بازیگری در دانشگاه خصوصی هنرستان وین تحصیل کرد وی فارغ التحصیل سال ۲۰۱۷است.  
او اولین فیلم خود را در سال ۲۰۱۲در گنگ ولترن توسط کارگردان باربارا گروفنر انجام داد ، ۲۰۱۳که او توسط هارالد سیشیتیتز درلعنتی بد دیده شد. در سال ۲۰۱۴، او در صحنه جنایات وداستان های جنایی بازی کرد ، همچنین در فیلم تلویزیونی عشق به صلح ماری فون ساتنر ، خواهرزاده برنده جایزه صلح نوبل برتا فون ساتنر بازی کرد. در فیلم ««درام م»»ا از کارگردان هنری استینمتز اولین نقش بازیگری خود را داشت. او همچنین درفیلم «شویله» بازی کر. مرسی ریگنر سال ۲۰۱۶، او در مقابل نور فیلم باربارا آلبرت جلوی دوربین ایستاد. 
در پاییز سال ۲۰۱۶، او اولین نقش اصلی ساندرا سرویک را در تئاتری به عنوان هلن کلر در «کار معجزه آسا» توسط ویلیام گیبسون در تئاتر مرکزی ، دومین سالن تئاتر جوانان اتریش کارگردانی کرد. 

## فیلم ها
- ۲۰۱۲: لعنتی بد
- ۲۰۱۳: داستان های پلیسی
- ۲۰۱۴: صحنه: بهشت
- ۲۰۱۴: عشق به صلح - برتا فون ساتنر و آلفرد نوبل (فیلم تلویزیونی ، کارگردان: اورس )
- ۲۰۱۵: خوبیم
- ۲۰۱۵: زنان حومه (سریال های تلویزیونی ، یک قسمت)
- ۲۰۱۵: زیر کوسه ها
- ۲۰۱۶: مرگ و دخترl
- ۲۰۱۷: نور
- ۲۰۱۹: یک دهکده دعوا می کند

## جستار خارجی
1. ↑  بایگانی‌شده  در [تاریخ ناموجود] توسط muk-schauspiel.at [خطا: نشانی ناشناختهٔ بایگانی]. am 15. September 2016.
2. ↑  Studiengang Schauspiel der MUK: Absolventen بایگانی‌شده  در ۱۹ اوت ۲۰۱۹ توسط Wayback Machine. Abgerufen am 11. November 2017.
3. ↑  بایگانی‌شده  در [تاریخ ناموجود] توسط interview.de [خطا: نشانی ناشناختهٔ بایگانی]. Abgerufen am 15. September 2016.
4. ↑  Filmfonds Wien - Licht. Abgerufen am 15. September 2016.